# یواس‌اس ویبرنام (ای‌ان-۵۷)
یواس‌اس ویبرنام (ای‌ان-۵۷) (به انگلیسی: USS Viburnum (AN-57)) یک کشتی بود که طول آن ۱۹۴' ۶" بود. این کشتی در سال ۱۹۴۴ ساخته شد.